# Transiciones de metasistemas
Una transición de metasistemas es la aparición, a través de la evolución, de un mayor nivel de organización o control.

## Teoría
Un metasistema se forma mediante la integración de una serie de componentes inicialmente independientes, como las moléculas (por ejemplo mediante hiperciclos), las células o los individuos, y la aparición de un sistema que dirige o controla sus interacciones. Como tal, el colectivo de componentes se convierte en un nuevo individuo, dirigido a un objetivo, capaz de actuar de forma coordinada. Este metasistema es más complejo, más inteligente y más flexible en sus acciones que los sistemas componentes iniciales. Los ejemplos principales son el origen de la vida, la transición de organismos unicelulares a multicelulares, la aparición de la eusocialidad o el pensamiento simbólico.
El concepto de transiciones de metasistemas fue introducido por el cibernetista Valentin Turchin en su libro de 1970 The Phenomenon of Science, y desarrollado entre otros por Francis Heylighen en el Principia Cybernetica Project. La noción relacionada de la transición evolutiva fue propuesta por los biólogos John Maynard Smith y Eörs Szathmáry, en su libro de 1995 The Major Transitions in Evolution. Otra idea relacionada, que los sistemas ("operadores") evolucionan para volverse más complejos mediante cierres sucesivos que encapsulan componentes en un todo más grande, se propone en "la teoría del operador", desarrollada por Gerard Jagers op Akkerhuis.
Turchin ha aplicado el concepto de transición de metasistemas en el dominio de la informática, a través de la noción de metacompilación o supercompilación. Un supercompilador es un programa compilador que compila su propio código, aumentando así su propia eficiencia, produciendo una notable aceleración en su ejecución.

## Quantas evolutivos

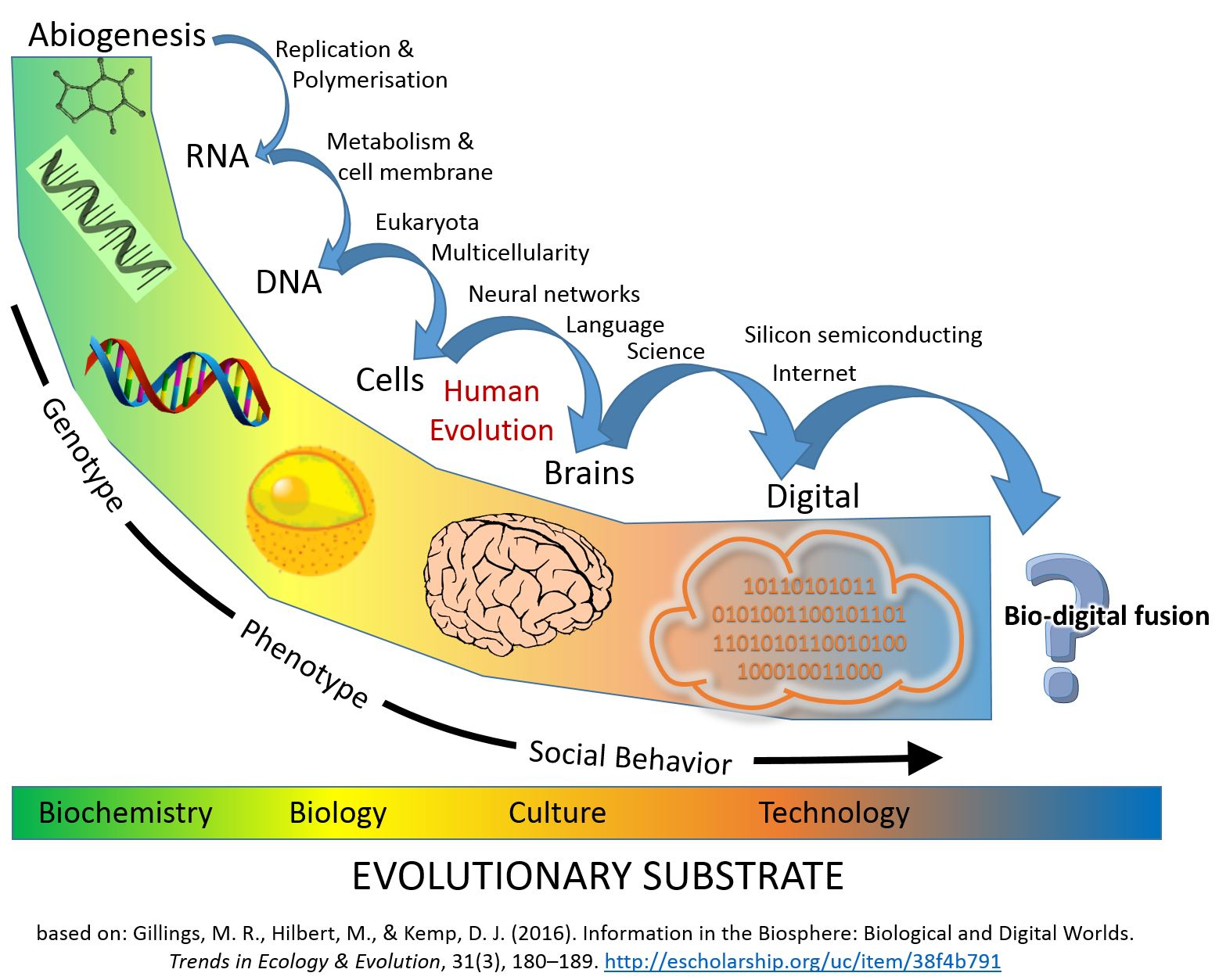
Principales transiciones evolutivas en el procesamiento de la información

La siguiente es la secuencia clásica de transiciones de metasistemas en la historia de la evolución animal según Turchin, desde el origen de la vida animada hasta la cultura avanzada:
1. Control de posición = movimiento: el animal o agente desarrolla la capacidad de controlar su posición en el espacio
2. Control del movimiento = Irritabilidad: el movimiento del agente ya no se da aleatoriamente, sino por una reacción a las sensaciones o estímulos elementales
3. Control de la Irritabilidad = Reflejo: diferentes sensaciones elementales y sus acciones resultantes se integran en un comportamiento coordinado, pero aún rígido, de tipo reflejo
4. Control del reflejo = Asociación: las rutinas de comportamiento se vuelven flexibles o adaptativas, a través del aprendizaje de nuevas asociaciones entre estímulos experimentados y acciones
5. Control de la asociación = Pensamiento: las nuevas rutinas ya no necesitan ser aprendidas a través de la experiencia; pueden desarrollarse por razonamiento abstracto y simbólico
6. Control del pensamiento = Cultura: los símbolos y conceptos ya no son entidades fijas; se adaptan a través de un proceso de evolución cultural

## Perspectivas contemporáneas
La cibernética actual postula que la próxima transición del metasistema humano consiste en una fusión de metasistemas biológicos con metasistemas tecnológicos, especialmente tecnología de procesamiento de la información. Varias transiciones acumulativas de la evolución han transformado la vida a través de innovaciones clave en el almacenamiento y la replicación de la información, que incluyen ARN, ADN, multicelularidad y también el lenguaje y la cultura como sistemas de procesamiento de información interhumanos. En este sentido, se puede argumentar que la biosfera basada en el carbono ha generado un sistema cognitivo (humanos) capaz de crear tecnología que dará como resultado una transición evolutiva comparable. "La información digital ha alcanzado una magnitud similar a la información en la biosfera. Al igual que las transiciones evolutivas anteriores, la simbiosis potencial entre la información biológica y digital alcanzará un punto crítico donde estos códigos podrían competir a través de la selección natural. Alternativamente, esta fusión podría crear un superorganismo de alto nivel que emplea una división del trabajo de bajo conflicto en la realización de tareas informativas ... las personas ya adoptan fusiones de biología y tecnología. Pasamos la mayor parte de nuestro tiempo despierto comunicándonos a través de canales digitales, ... la mayoría de las transacciones en el mercado bursátil son ejecutadas por algoritmos de negociación automatizados, y nuestras redes eléctricas están en manos de inteligencia artificial. Con uno de cada tres matrimonios en Estados Unidos que ha comenzado por el conocimiento a través de internet, los algoritmos digitales también están tomando un rol en la vinculación y reproducción de los humanos".